# Matija Ivanić
Matija Ivanić (okolo roku 1445, Vrbanj, Hvar, Benátská republika - 1523, Řím, Papežský stát, v latinských a italských záznamech také jako Iuanich, Matthio, Matio, Mattheus, Matia) byl hvarský sedlák, který zorganizoval vzpouru vesničanů proti tehdejší nadvládě Benátské republiky. V lednu 1510 zorganizoval ozbrojenou akci několika tisíc sedláků, kteří svrhli tehdejší moc šlechty na ostrově Hvar. I když byl Ivanić nakonec poražen, stal se v následujících letech a stoletích symbolem odporu proti cizí nadvládě, především v oblasti Dalmácie.
Protože se nová moc bála výsledků jeho činů, rozhodla se, že všechny organizátory vzpoury nechá popravit. Ivanić nejprve utekl do nedaleké Krajiny, od roku 1519 pak žil v Římě, kde i dožil.
Jeho příklad byl zmíněn i v partyzánské písni Padaj silo i nepravdo (Zhruť se sílo i bezpráví), kde se přivolává jeho "vstání z hrobu" a zapojení se do boje proti okupantům (nacistům a jejich kolaborantům).